# Caso Cruzan v. Director, Missouri Department of Health
Cruzan v. Director, Missouri Department of Health (1990), foi uma decisão histórica da Suprema Corte dos Estados Unidos envolvendo um jovem adulto incompetente. O primeiro caso relacionado ao "direito de morrer" já ouvido pela corte, Cruzan foi discutido em 6 de dezembro de 1989 e decidido em 25 de junho de 1990. Em uma decisão de 5 a 4, a corte decidiu em favor do estado de Missouri e confirmou uma decisão da suprema corte local, considerando aceitável exigir "evidências claras e convincentes" do desejo do paciente de remover o suporte de vida. Um resultado significativo do caso foi a criação de diretivas antecipadas de saúde.